# 圣维利巴尔德
圣维利巴尔德是奥地利上奥地利州谢尔丁县的一个市镇。总面积15平方公里，总人口1132人，人口密度75.5人/平方公里（2005年）。